# Brunatna zgnilizna drzew pestkowych

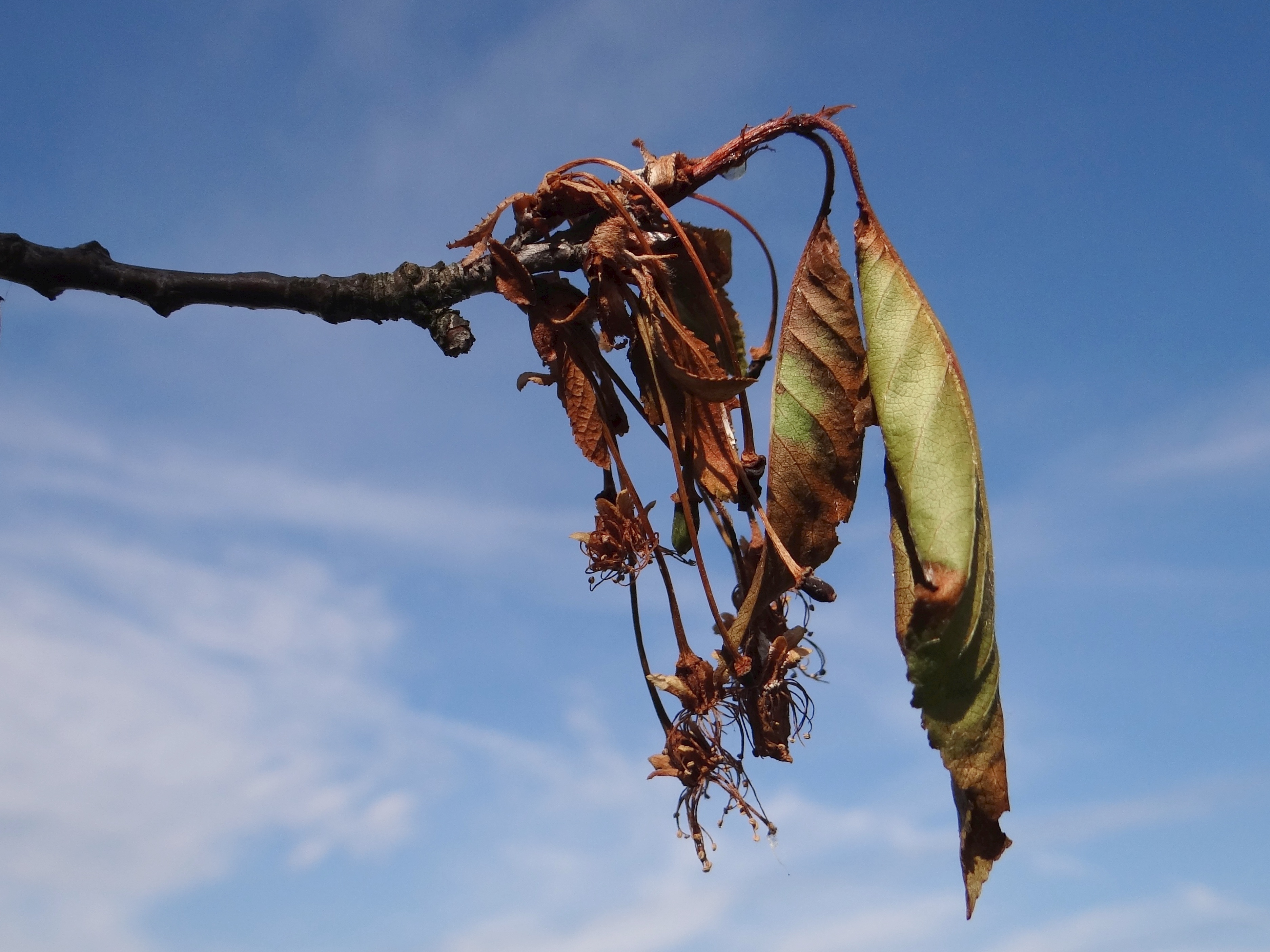
Pierwsze objawy moniliozy na wiśni

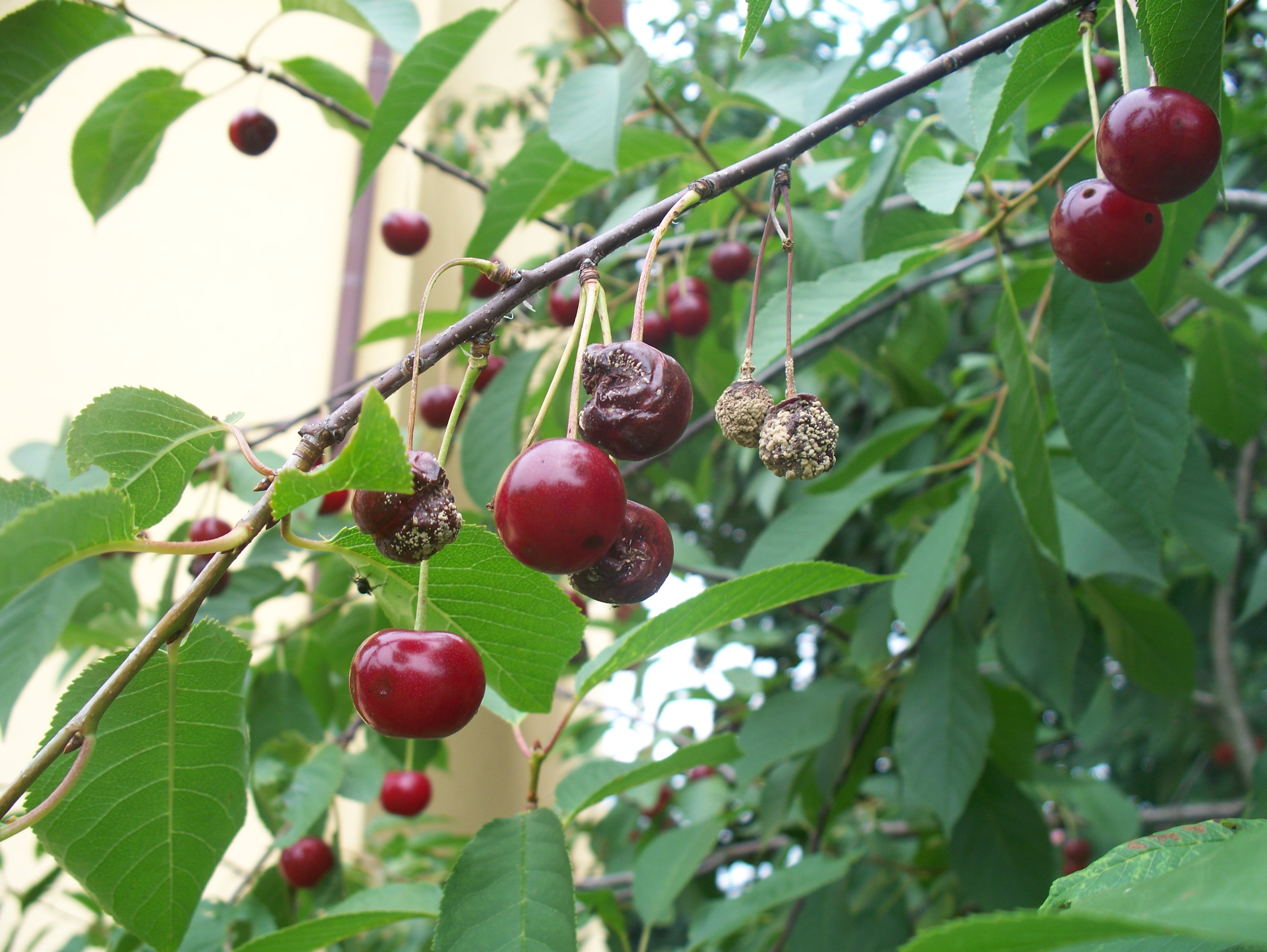
Objawy na owocach wiśni

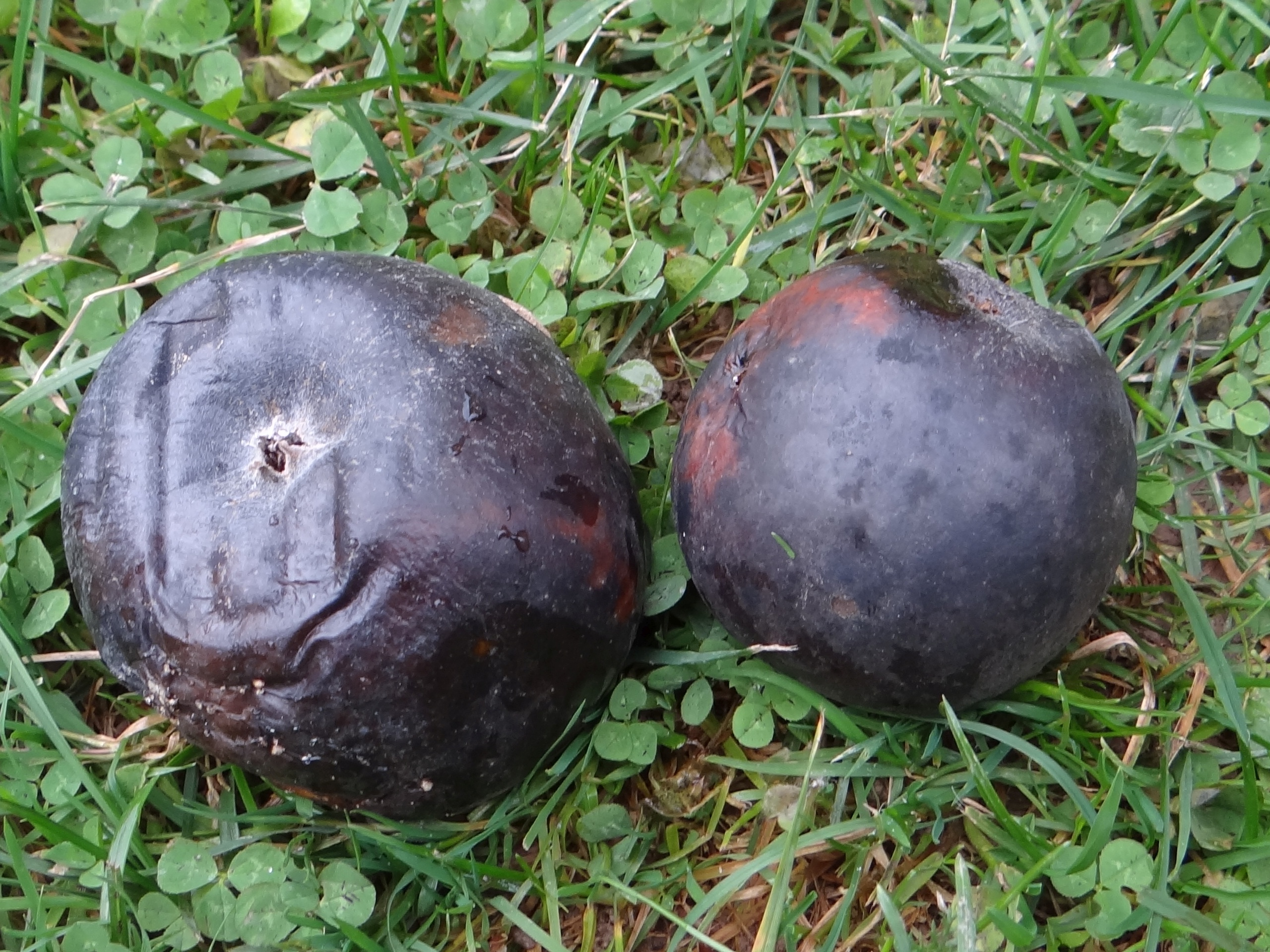
Przechowalnicza forma choroby na jabłkach

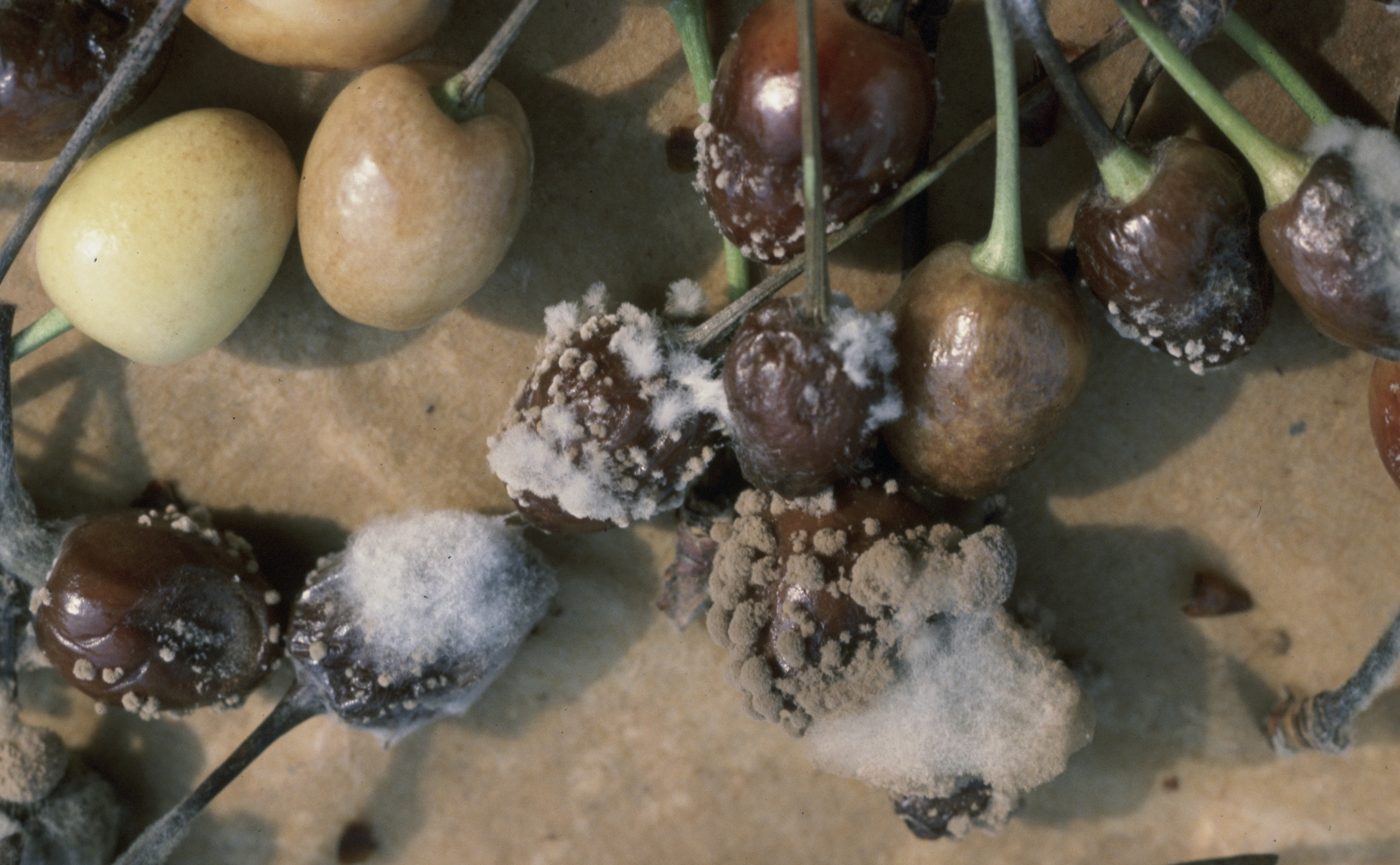
Owoce wiśni porażone przez Monilinia fructicola

Brunatna zgnilizna drzew pestkowych, monilioza – grzybowa choroba drzew pestkowych wywoływana przez Monilinia laxa, Monilinia fructigena, Monilinia fructicola i Monilinia polystroma.

## Objawy
Występuje na wiśniach, czereśniach, śliwach, jabłoniach, gruszach, brzoskwiniach i morelach. Najostrzejszy przebieg moniliozy obserwuje się na wiśniach. Objawy tej choroby występują na kwiatach, owocach i pędach. Porażone kwiaty zamierają, a następnie brunatnieją, co powoduje że choroba przenosi się z kwiatów na pędy i może również sięgać do starszych gałęzi. Na porażonych pędach występują wtedy sztywne, martwe, brunatne liście, a z pędów wycieka guma. Zaatakowane organy pokrywają się licznymi popielatobrunatnymi, pylącymi sporodochiami. Do wtórnego porażenia owoców dochodzi w okresie dojrzewania, czemu sprzyjają długotrwałe i intensywne opady. Szczególnie łatwo porażeniu ulegają popękane owoce czereśni. Na owocach powstają gnilne plamy, na których występują również sporodochia.
Na jabłkach w przechowalniach rozwija się przechowalnicza forma tej choroby dająca inne objawy. W miejscu zainfekowanym powstaje mała plamka gnilna, która szybko powiększa się i choroba obejmuje cały owoc. Jabłko staje się czarne i kurczy się. Przy dużej wilgotności na jego powierzchni powstają białawe pseudosklerocja.

## Etiologia
W Polsce grzyb Monilinia laxa występuje tylko w stadium konidialnym. Powstające w okresie wegetacyjnym zarodniki konidialne różnią się od zarodników tworzących się na sporodochiach zimowych. Zarodniki są jednokomórkowe, cytrynokształtne.

## Cykl rozwojowy
Na porażonych pędach i gałęziach zimują brodawkowate sporodochia. Pod koniec zimy i wiosną tworzą się zarodniki konidialne, które zakażają kwiaty poprzez pręciki i znamiona słupków. Następnie z porażonych kwiatów grzybnia przerasta do gałęzi i pędów. Owoce są zakażane poprzez uszkodzenia np. pęknięcie skórki. Ich podatność na zakażenie jest coraz większa w miarę dojrzewania. Choroba ta bardzo szybko się rozwija i w ciągu kilku dni może spowodować zniszczenie znacznej części plonu.

## Zwalczanie
Zwalczanie brunatnej zgnilizny polega na wycinaniu chorych pędów oraz usuwaniu porażonych owoców i mumii. Przy dużym nasileniu choroby oraz w czasie przewlekłych opadów podczas kwitnienia wiśni i czereśni zaleca się wykonanie dwóch zabiegów chemicznych fungicydami – na początku i w pełni tej fazy fenologicznej. Śliwy opryskuje się 3-, 4-krotnie – w fazie białego pąka, w pełni kwitnienia i przed zbiorem. Do ochrony moreli i brzoskwini przed kwitnieniem zaleca fungicydy zawierające tiofanat metylowy.
Fungicydy zarejestrowane do zwalczania brunatnej zgnilizny drzew pestkowych: Horizon 250 EW, Helicur 250 EW, Riza 250 EW, Sparta 250 EW, Syrius 250 EW, Tebu 250 EW, Troja 250 EW, Score 250 EC, Skower 250 EC, Talent 240 EC, Signum 33 WG, Switch 62,5 WG, Rowral Aquaflo 500 SC, Topsin M 500 SC, Kaptan Plus 71,5 WG, Miedzian Extra 350, Miedzian 50 WP.